# Het Boek voor onze tijd
Het Boek voor onze(n) Tijd (BvoT), met als ondertitel De Openbaring van Johannes leesbaar voor de Gemeente is een verklaring van de Openbaring van Johannes, voor het eerst uitgegeven in 1872, en geschreven op basis van aantekeningen van apostel F.W. Schwartz door een zekere Dr. Groenewegen. In 2005 werd de vijfde (gewijzigde) druk uitgegeven, maar er wordt slechts door een kleine groep Apostolischen waarde aan gehecht.

## Historie van het boek
Voorafgaand aan de eerste druk werd in 1871 een "proefaflevering, op zichzelve compleet" uitgegeven, bij Y. Rogge te Amsterdam. In 1872 verscheen de definitieve eerste druk in losse katernen bij B.H. Blankenberg Jr. te Amsterdam in een kleine oplage. Een tweede druk verscheen in 1894 bij Posthuma te Wolvega. Ondanks de sterke toename van het aantal Apostolischen in deze periode was er zo weinig belangstelling voor, dat men in 1901 overging tot uitverkoop van het boek voor een derde van de oorspronkelijke prijs.
In 1949 werd in opdracht van de Hersteld Apostolische Zendingkerk een derde druk bij Hollandia in Baarn vervaardigd in een oplage van 1900 stuks, waarvan slechts de spelling gemoderniseerd werd. De meeste HAZK-leden hadden het destijds wel in de kast staan, maar vrijwel niemand had het helemaal gelezen. In 1982 werd een vierde druk uitgegeven (ISBN 9060451368), waarvan een groot deel van de oplage verbrand is. In 2005 werd de vijfde druk uitgegeven door het HAZK-uitgeverijtje 'De Kandelaar', waarbij echter wijzigingen zijn aangebracht in de tekst van het originele werk. Onder meer de scherpe veroordeling van de Rooms Katholieke Kerk door de oorspronkelijke auteur is nu afgezwakt.

### De Duitse vertaling
In het laatste decennium van de negentiende eeuw zag in Duitsland ook een vertaling van het BvoT het licht, gedrukt bij W. Bertelsmann in Gadderbaum. De katernen waren namelijk ook steeds naar de Duitse gemeente van apostel Menkhoff in Bielefeld opgestuurd. Deze had, zo schreef hij in het later door hem uitgegeven maandblad 'Der Herold', de maandelijkse katernen eigenhandig in het Hoogduits vertaald, zodat ze wekelijks in gedeeltes aan de gemeente te Bielefeld konden worden voorgelezen.
Maar verder was de vertaling niet in Duitsland verspreid, zelfs niet onder de dienaren. Dat blijkt namelijk uit een verklaring van een van de eerste bekeerlingen en dienaren daar, de latere nieuw-apostolische stamapostel Niehaus, die laag opgeleid was en daardoor geen Hoogduits en ook geen Nederlands sprak. Niehaus had al snel de hand op de katernen van het bvot weten te leggen, maar vertelde achteraf in zijn autobiografie dat hij er maar weinig van begrepen had, omdat de katernen in het Nederlands opgesteld waren. Wel had Menkhoff bijna tien jaar later, omstreeks 1881, nog enkele van deze lezingen in de gemeente te Hamburg gehouden, maar daar was het bij gebleven.
De vele honderden leden in de overige Duitse Apostolische gemeenten wisten dus verder niets van het bvot af. Pas in 1888 en 1889 plaatste Menkhoff in zijn maandblad enkele verklaringen van de Openbaring van Johannes, die gebaseerd waren op het bvot en vooral handelden over de twee getuigen uit hoofdstuk 11. Pas dáárna, waarschijnlijk in 1894 (volgens Obst) of later, werd Menkhoffs vertaling van het bvot ten slotte in druk uitgegeven bij W. Bertelsmann, dezelfde drukker die ook Menkhoffs maandblad drukte en die inmiddels van Bielefeld naar Gadderbaum was verhuisd. In 'Wächterstimme aus Zion' verschenen de eerste advertenties voor het boek pas in juli 1896. Omdat het pas na meer dan twintig jaar - en toen nog maar matig - verspreid werd in het Duitse taalgebied, mag men dus gerust concluderen dat het bvot daar niet bijzonder hoog stond aangeschreven.
In september 1975 werd vanuit de Apostolische Sendungskirche te 'Arnheim' nog een facsimile-herdruk van de eerste Duitse druk uitgegeven.

## Inhoud
Volgens de opvattingen die in het BvoT beschreven worden, doorloopt de geschiedenis van kerk en wereld vanaf de opstanding van Christus tot aan het einde der tijden zeven opeenvolgende perioden van elk ongeveer 300 jaar, waarbij de laatste periode 'ingekort' wordt. Deze perioden zouden op zinnebeeldige wijze beschreven zijn in zowel de zeven brieven aan de gemeenten in Klein-Azië, als in de zeven zegelen, de zeven bazuinen en de zeven fiolen (schalen). De eerste periode wordt volgens deze opvatting dus beschreven in de brief aan de engel van de gemeente te Efeze, het openen van het eerste zegel, het blazen van de eerste bazuin en het uitgieten van de eerste fiool. De naam van de gemeente zou daarbij iets zeggen over het karakter van de desbetreffende periode en de overgang van de ene naar de andere periode zou steeds gepaard gaan met een bijzondere gebeurtenis. Er wordt echter nergens in het bvot uitgelegd waarop deze visie gebaseerd is of door gerechtvaardigd wordt.

## Kritische kanttekeningen
De HAZK stelt sinds de 4e druk van 1982 dat de exegese van de schrijver een geheel oorspronkelijke is. En ook: "Niets is van anderen overgenomen. Daardoor kunnen wij spreken van een uniek boekwerk."
Een aantal hoofdlijnen zijn echter gebaseerd op het boek "Het Godsplan" van apostel Sitwell uit de Katholiek Apostolische Kerk, waaruit apostel Schwartz afkomstig was en er ook onderwezen was. In Sitwells opvattingen waren weer invloeden merkbaar van Edward Irving, die op zijn beurt een groot gedeelte van zijn opvattingen ontleend had aan de geschriften en opvattingen van James Hatley Frere met wie hij in nauw contact stond. Het principe van 'periodisering' werd bovendien al meerdere eeuwen ook door andere auteurs toegepast, onder wie Isaac Newton - wiens 'Aantekeningen over de Openbaring van Johannes' (1757) weer gebaseerd zijn op Bijbelverklaringen van voorname Engelse godgeleerden - die de brieven aan de zeven gemeenten in Klein-Azië al verklaart als zeven opeenvolgende perioden uit de kerkgeschiedenis.

### Inhoudelijke bezwaren
Nergens in het BvoT wordt onderbouwd waarop het genoemde systeem van periodisering gebaseerd is, het blijkt volstrekt willekeurig te zijn en gespeend van elke Bijbelse basis. Dat geldt ook voor een aantal van de gebeurtenissen die de volgens de auteur overgang van de ene naar de andere periode markeren. Bovendien is ook een aantal vertalingen van de namen van de zeven gemeenten onjuist, zodat, ook als het systeem wél zou deugen, met de karakterisering van die periodes de plank dus evengoed misgeslagen wordt.
Wanneer men anderzijds, los van het bvot, hoogst ingrijpende gebeurtenissen uit de geschiedenis van de christelijke kerk op zich laat inwerken, blijkt dat deze door de auteur van het bvot geheel over het hoofd gezien zijn. Dit geldt in het bijzonder de totale verwoesting van de Byzantijnse kerk - de kerk zoals die in de tijd van de apostel Johannes bestond! - onder de islam. Dit komt doordat de auteur vanuit zijn eigen (Europese) standpunt naar de openbaring heeft gekeken, en niet vanuit de betekenis die de openbaring in de tijd van Johannes heeft gehad.
De Openbaring van Johannes is, net als andere Bijbelse profetieën, naar de opvatting van de Joodse apostelen (vgl. 2 Petrus 1:20) geen boek waaraan naar willekeur verklaringen verbonden kunnen worden alsof het het boek van Nostradamus betreft, waarin elke uitlegger met een beetje fantasie de gebeurtenissen uit zijn eigen tijd met terugwerkende kracht kan inleggen, zoals ook de auteur van het bvot heeft gedaan.

### Bezwaren tegen het auteurschap van Schwartz
Er bestaat ernstig verschil van mening over het auteurschap van het Boek voor onze tijd. In het nawoord van het BvoT staat vermeld dat Schwartz een begin van het boek in het Duits had opgesteld en daarnaast wat notities had aangeleverd, die door de Nederlandse auteur, Dr. Groenewegen, waren uitgewerkt en aangevuld. Dat was onder meer verklaarbaar omdat Schwartz het Nederlands toen nog onvoldoende beheerste om uitgebreide en ingewikkelde teksten op te stellen. Het auteurschap van Groenewegen wordt bevestigd door een advertentie voor het BvoT die rond de eeuwwisseling geplaatst was in het nieuwapostolische periodiek De Zevende Bazuin, het bijvoegsel van Krebs' Wächterstimme aus Ephraim. Daarnaast wordt Groenewegens auteurschap ook voortdurend bevestigd in de tekst zelf, want op vele plaatsen, onder meer in het voorwoord, blijkt dat Groenewegen (in de 'wij'-vorm) aan het woord is en niet Schwartz.
In de Hersteld Apostolische Zendingkerk II wordt het BvoT zonder enige reserve toegeschreven aan apostel F.W. Schwartz. In de oorspronkelijke Hersteld Apostolische Zendingkerk wist men echter nog dat het BvoT vrijwel geheel van de hand van Dr. Groenewegen is, zoals wordt beschreven in het boekje Een halve eeuw van strijd. Diens auteurschap blijkt ook onomstotelijk uit de titel van een ander boekje, namelijk: De leer van het christelijke geloof zoals dit was in de eerste eeuw der Kerk (Gemeente) van Jezus Christus en weder worden zal, Wolvega, z.j. Dit heeft als vermelding van de auteur: Door den schrijver van het boek voor onzen tijd.
Vreemd genoeg was het boekje zowel in de hazk als de nak volslagen onbekend en werd het ook nooit in lijstjes met apostolische uitgaven vermeld. De inhoud geeft ons echter belangrijke aanwijzingen over de auteur. Bij de tiende stelling staat namelijk nadrukkelijk vermeld dat de geloofsbelijdenissen van Nicea en Athanasius worden afgewezen. Uit de toegevoegde opmerkingen bij deze stelling blijkt bovendien dat de auteur sabelliaanse opvattingen had (God is slechts één Persoon, met steeds verschillende maskers). Deze leer geldt in de christelijke kerk al sinds de eerste eeuwen als ketters. Van apostel Schwartz is bekend dat hij er ook een fel tegenstander van was en meerdere priesters wegens dergelijke ketterse opvattingen heeft geschorst.
Uit een bewaard gebleven predicatie van 1874 blijkt onomstotelijk dat Schwartz de algemeen christelijke leer van de Goddelijke Drie-eenheid geheel onderschreef en net als in de Katholiek Apostolische Kerk de credo's van Nicea en Athanasius zonder enige reserve accepteerde. Groenewegen werd echter door de Haarlemse herder N.J. Verkruisen Sr. in één adem genoemd met andere, door Schwartz tegen het eind van zijn leven wegens dwaalleer over de Godheid van Christus geschorste priesters. Hij vertelde bovendien dat Schwartz verhinderd had, dat Groenewegen en profeet Vleck een boekje lieten drukken met zo'n dwaling. Blijkbaar had Groenewegen nadat hij met Schwartz had gebroken en zijn boekje alsnog had uitgegeven, door de manier waarop hij zichzelf als auteur omschreef, een beetje willen treiteren door die ketterse leer voor de slechte verstaander in verband te brengen met Schwartz. Aangezien het gedrukt is te Wolvega (dus bij F.J.W. Posthuma, die pas sinds 1896 het drukken van apostolische geschriften in de NAK overnam), moet het pas na de dood van Schwartz zijn uitgegeven.
De enige redelijke conclusie is dan ook dat Dr. Groenewegen de auteur van dit boekje is. Het werd echter voor het eerst in juli 1972 uitgegeven onder verantwoordelijkheid van HAZK-apostel J. Schaap uit Wageningen, onder de titel '100 geloofsartikelen door F.W. Schwartz'. In het voorwoord staat dat men toen slechts de beschikking had over een geheel overgeschreven exemplaar. Vervolgens werd het door HAZK-uitgeverij 'De Kandelaar' opnieuw uitgegeven onder de titel De 100 stellingen van apostel Schwartz. Maar waar de harde feiten erop wijzen dat Groenewegen de auteur van 'de 100 stellingen' is, is hij dat bovendien en onontkoombaar ook van het BvoT.

## Wie was Dr. Groenewegen?
De vader van Dr. Groenewegen was de ook in Duitsland bekende dominee Groenewegen uit Harlingen, Evangelisch-Luthers predikant en later stichter van de Oud-Lutherse gemeente te Amsterdam, die bijeen kwam in het zgn. Perzische kerkje aan de Kromboomssloot. Na de dood van Ds. Groenewegen in 1865 werd de gemeente geleid door de magazijnbediende Pogge, die door ds. Groenewegen min of meer was opgeleid tot hulppredikant.
In 1869 was contact ontstaan tussen Schwartz en de Oud-Lutherse Gemeente aan de Kromboomsloot. In datzelfde jaar kon Schwartz de Perzische kerk huren, hetgeen de toorn opwekte van 'dominee' Pogge, die zich prompt verbond met de boze geschorste Apostolische diaken IJsbrand Smit. Nog in juli van datzelfde jaar werd de zoon van dominee Groenewegen, die arts was, samen met zijn zoontje door apostel Schwartz verzegeld ten huize van profeet Ansingh en mogelijk volgden ook anderen. Zo zijn er berichten dat de vrouw van de 'busman' en 'bankbewaarder' H. Benard van de Oud-Lutherse Kerk met een kwaal bij Schwartz was geweest. Zij was echter niet genezen en had zich ook niet laten verzegelen, hetgeen haar man per advertentie in een dagblad had medegedeeld, in reactie op de bewering in een boekje van Y. Smit dat de oud-lutherse Benard zich door apostel Schwartz had laten verzegelen.
Na overleg met Schwartz werkte Dr. Groenewegen sinds die tijd dus aan het Boek van onzen tijd, waarvan in 1871 een eerste katern als proefaflevering verscheen. Opvallend is dat in deze proefaflevering werd gemeld dat de Heer ook elders het 4-voudige ambt had geschonken, en wel bij de Mormonen. Dat kon apostel Schwartz natuurlijk nooit zelf geschreven hebben, aangezien de Mormonen als satanische imitatie van het apostolische werk beschouwd werden. Schwartz had de proefdruk blijkbaar niet vooraf gelezen en te veel op Groenewegen vertrouwd. In de definitieve uitgave van het bvot in 1872 is dit gegeven alsnog geschrapt.
Naarmate het werk eraan vorderde, verschenen het gehele boek stapsgewijs vanaf 1872 in losse afleveringen. Waar de theologische diepgang een theologisch onderlegde auteur verraadt, is het zelfs mogelijk dat de hoofdzaak van het bvot geschreven was door ds. Groenewegen, de vader van de arts. Dr. Groenewegen heeft in dat geval de gegevens van zijn vader de dominee dan gecombineerd met de aantekeningen die Schwartz had aangeleverd vanuit de Katholiek Apostolische Kerk.